# Lucie Smatanová
Lucie Smatanová (* 11. března 1992 Praha) je česká modelka. Byla zvolena I. vicemiss České republiky 2009.

## Život
Narodila se v Praze, ale vyrůstala v Mariánských Lázních, kde studovala na Hotelové škole obor Hotelnictví a turismus. Několik měsíců žila v Německu, poté v Praze a v Kochánkách s rodiči a se sestrou Sandrou. Studovala na Metropolitní univerzitě v Praze bakalářský obor Mezinárodní vztahy a evropská studia. Má za přítele italského zubního lékaře.
V roce 2009 se stala I. vicemiss Miss České republiky. Poté reprezentovala Českou republiku na mezinárodní soutěži krásy Miss International, kde ale nebyla úspěšná (garderobu jí navrhovala módní návrhářka Veronika Benešová). Finále se konalo 7. listopadu 2010 v čínské Šanghaji.
V létě 2011 zvítězila a získala titul Miss Body (cena za nejlepší postavu) v mezinárodní soutěži Face of the Year (Tvář roku). Jako vítězka jela do USA a navštívila řadu modelingových agentur v New Yorku. V září nafotila kampaň na italskou módu a doplňky a v říjnu nafotila katalog na Maltě.
V Německu v roce 2015 získala titul FACE EN VOGUE.
Zúčastňuje se také charitativních přehlídek a charitativních projektů, jako například Běh pro život (2010). Zúčastnila se odběrových akcí Českého červeného kříže dárcovství krve, darovala krev čtyřikrát.